# Billy Sharp
William Louis "Billy" Sharp (Sheffield, 5 de fevereiro de 1986) é um futebolista britânico que atua como atacante. Atualmente joga pelo Sheffield United.

## Carreira
Revelado nas categorias de base do Rotherham United, Sharp profissionalizou-se em 2004 no Sheffield United, onde atuou em apenas 2 jogos. Em 2005 foi emprestado ao Rushden & Diamonds, pelo qual disputou 16 partidas e fez 9 gols na League Two (quarta divisão inglesa). Tal desempenho chamou a atenção do Scunthorpe United, que o contratou no mesmo ano por 100 mil libras. Pelos Irons, o atacante jogou 82 partidas e fez 52 gols em 2 temporadas.
Em 2007, o Sheffield United pagou 2 milhões de libras para repatriar Sharp, e em troca o Scunthorpe receberia o também atacante Jonathan Forte. Até 2010, Sharp atuou 51 vezes em sua volta aos Blades, deixando 8 bolas nas redes adversárias - na temporada 2009–10, atuou por empréstimo no Doncaster Rovers. Contratado em definitivo em 2010, o atacante entrou em campo 82 vezes em sua primeira passagems pelos Rovers (33 durante o empréstimo) e fez 40 gols no total. Ele ainda jogaria 16 vezes pelo Doncaster em 2014 (também por empréstimo), tendo feito 4 gols.
Sharp defendeu ainda Southampton, Nottingham Forest, Reading (empréstimo) e Leeds United, regressando mais uma vez ao Sheffield United em 2015, tornando-se um dos principais jogadores da equipe que obteve o acesso à Premier League de 2019–20, que os Blades não disputavam desde 2006–07, quando a equipe foi rebaixada. É o maior artilheiro na história das divisões inferiores do Campeonato Inglês (Championship, League One e League Two), com 227 gols em 508 partidas.
O primeiro gol do atacante na primeira divisão inglesa foi no empate em 1 a 1 contra o Bournemouth, em agosto de 2019.

## Títulos
Scunthorpe United
- League One: 1 (2006–07)[carece de fontes?]

Sheffield United
- League One: 1 (2016–17)[carece de fontes?]